# Jeju-do
Jeju-do (soms "Quelpaardseiland" of "het eiland Quelpaard" genoemd) is de kleinste provincie van Zuid-Korea. De provincie ligt in het uiterste zuiden van het land in de straat Korea ten zuidwesten van de provincie Jeollanam-do op het vasteland van Korea. Jeju-do omvat het eiland Jeju zelf, het grootste eiland van Zuid-Korea, en enkele omliggende eilandjes.
De provincie werd gevormd in 1946 toen het gebied van de provincie Jeollanam-do werd afgescheiden.

## Geografie
Jeju-do is een vulkanisch eiland. Het eiland wordt gedomineerd door de Halla-san, een vulkaan van 1950 meter hoog. Het is tevens de hoogste berg van Zuid-Korea. Het eiland heeft een doorsnede van ongeveer 73 kilometer van west naar oost en 41 kilometer van noord naar zuid.
Het eiland werd ongeveer 2 miljoen jaar geleden gevormd door vulkaanerupties. De ondergrond bestaat dan ook grotendeels uit basalt en lava. Het enige kratermeer van Zuid-Korea ligt op Jeju-do. Het eiland kent een vochtig subtropisch klimaat, wat warmer is dan de rest van Zuid-Korea. De winters zijn koel en de zomers heet, vochtig en soms regenachtig.

## Politiek

### Bestuurlijke onderverdeling
De provincie Jeju is bestuurlijk onderverdeeld in twee steden (Si of Shi) en twee districten (Gun) De twee steden zijn verder onderverdeeld in 31 stadsdelen (Dong). De twee districten zijn verder onderverdeeld in zeven steden (Eup) en vijf subdistricten (Myeon). De zeven steden en vijf districten zijn op hun beurt weer onderverdeeld in 551 dorpen (Ri)

### Steden
- Jeju (제주시; 濟州市)
- Seogwipo (서귀포시; 西歸浦市)

### Districten
- Bukjeju district (Noord-Jeju; 북제주군; 北濟州郡)
- Namjeju district (Zuid-Jeju; 남제주군; 南濟州郡)

### Referendum
In 2005 werd een referendum gehouden waarin de provinciale overheid voorstelde de districten en steden bestuurlijk samen te voegen. Dit plan werd door de bewoners goedgekeurd; in de toekomst zullen de vier bestuurlijke eenheden rechtstreeks door de provinciale overheid bestuurd worden. Het voorstel maakte deel uit van een plan om de Internationale vrije stad Jeju te creëren.

Bestuurlijke indeling van de provincie